# ラリー・エルモア
ラリー・エルモア（Larry Elmore 1948年8月5日 - ）はアメリカ合衆国のファンタジー画家で、ビデオゲーム、漫画、雑誌そして書籍にイラストレーションを創作している。彼の作品リストには、ダンジョンズ&ドラゴンズ、ドラゴンランスそしてen:SnarfQuest続き漫画シリーズが含まれている。彼は書籍Reflections of Mythの作家である。

## 若年期と教育
エルモアは1948年8月5日にケンタッキー州ルイビルで生まれ、州中西部のグレイソン郡で育った 
「私が通った田舎の学校は絵画の課程がなかったので、私は描画と白昼夢で時を過ごした。私はかなり悪い生徒だった。...私は授業中に絵を描いていたため、いつもトラブルになっていた。私は教師に破られた自分の絵1枚につき25セント貰えればいいのに、と願った」。彼は西ケンタッキー大学で美術を専攻した。

## 経歴
大学を卒業した翌月、エルモアはアメリカ陸軍に徴兵されドイツに駐留した。退役後、エルモアはアメリカ政府のフォート・ノックス訓練補助部門のイラストレーターとして働いた。3年後、エルモアはフリーランスに転身し、彼の絵がNational LampoonとHeavy Metal誌で出版された。
彼がフリーランスの時、エルモアの友人の一人が彼をダンジョンズ&ドラゴンズ
に引き合わせた。エルモアはTSR社の社員となり、1981年11月にD&Dのプロデューサーになり、冒険モジュール、ゲームブックそして小説の挿絵、それだけでなくポスターやカレンダーそして他の絵画を製作した。エルモアはドラゴン誌にen:SnarfQuest漫画を載せ、そしてドラゴンランスサーガのための外観を作成する主任も務めていて、シリーズのために大量の初期スケッチを描いた。
エルモアはTSR社で社員アーティストとなり、1987年にTSR社を退社した。エルモアはマジック:ザ・ギャザリングトレーディングカードゲームのカードにイラストを描いた。彼はまたMMORPGエバークエストにカバーアートを提供した。
彼の仕事は書籍Masters of Dragonlance Artとして出版された。

## 私生活
1971年、ドイツで陸軍にいるときに、エルモアは妻Bettyと結婚した。彼は2人の子供をもうけた。